# Phaula thomsonii
Phaula thomsonii är en skalbaggsart som beskrevs av Lacordaire 1872. Phaula thomsonii ingår i släktet Phaula och familjen långhorningar. Inga underarter finns listade i Catalogue of Life.